# João Antão
João Antão ist eine Gemeinde (Freguesia) im portugiesischen Kreis Guarda. In ihr leben 126 Einwohner (Stand 19. April 2021).